# Louin (Mississippi)
Louin is een plaats (town) in de Amerikaanse staat Mississippi, en valt bestuurlijk gezien onder Jasper County.

## Demografie
Bij de volkstelling in 2000 werd het aantal inwoners vastgesteld op 339.
In 2006 is het aantal inwoners door het United States Census Bureau geschat op 336, een daling van 3 (-0,9%).

## Geografie
Volgens het United States Census Bureau beslaat de plaats een oppervlakte van
15,7 km², geheel bestaande uit land. Louin ligt op ongeveer 125 m boven zeeniveau.

## Plaatsen in de nabije omgeving
De onderstaande figuur toont nabijgelegen plaatsen in een straal van 32 km rond Louin.